# Museo del Oro Quimbaya
El Museo del Oro Quimbaya es un museo arqueológico en Armenia, Colombia de arte precolombino. El museo tiene una gran colección de objetos de orfebrería, cerámica y piedra de las civilizaciones precolombinas de las tribus Quimbaya. La entrada al museo es gratuita al público.

## Historia
El museo fue fundado en julio de 1986 por el Banco de la República. El banco empezó en 1939 a proteger el patrimonio arqueológico de Colombia y amontonó una gran colección que luego formaría la colección del Museo del Oro de Bogotá y el Museo del Oro Quimbaya.

## Arquitectura
El museo fue diseñado por el arquitecto colombiano Rogelio Salmona. Los espacios del edificio han recibido reconocimiento y el diseño del edificio ganó el Premio Nacional de Arquitectura de 1988.

## Colección
El museo tiene una gran colección grande de artefactos precolombinos con aproximadamente 390 objetos de oro, 104 de cerámica, 22 esculturas de piedra, madera, y otros materiales. Los objetos de la colección proviene principalmente de las civilizaciones precolombinas Quimbaya, Embera y otras tribus indígenas.
Algunos de las piezas más importantes son el Poporos quimbaya hecho de oro, y los jarrones zoomorfos. La mayoría de las piezas han sido preservadas por expertos del Museo de Oro de Bogotá. 
En sus habitaciones de exposición junto con otra cerámica, piedra, concha, madera y objetos arqueológicos textiles, estos elementos, hechos de qué a indigenous las culturas era un metal sagrado , atestigua a la vida y pensado de sociedades diferentes qué habitados qué es ahora sabido cuando Colombia antes de que el contacto estuvo hecho con Europa.

## Galería

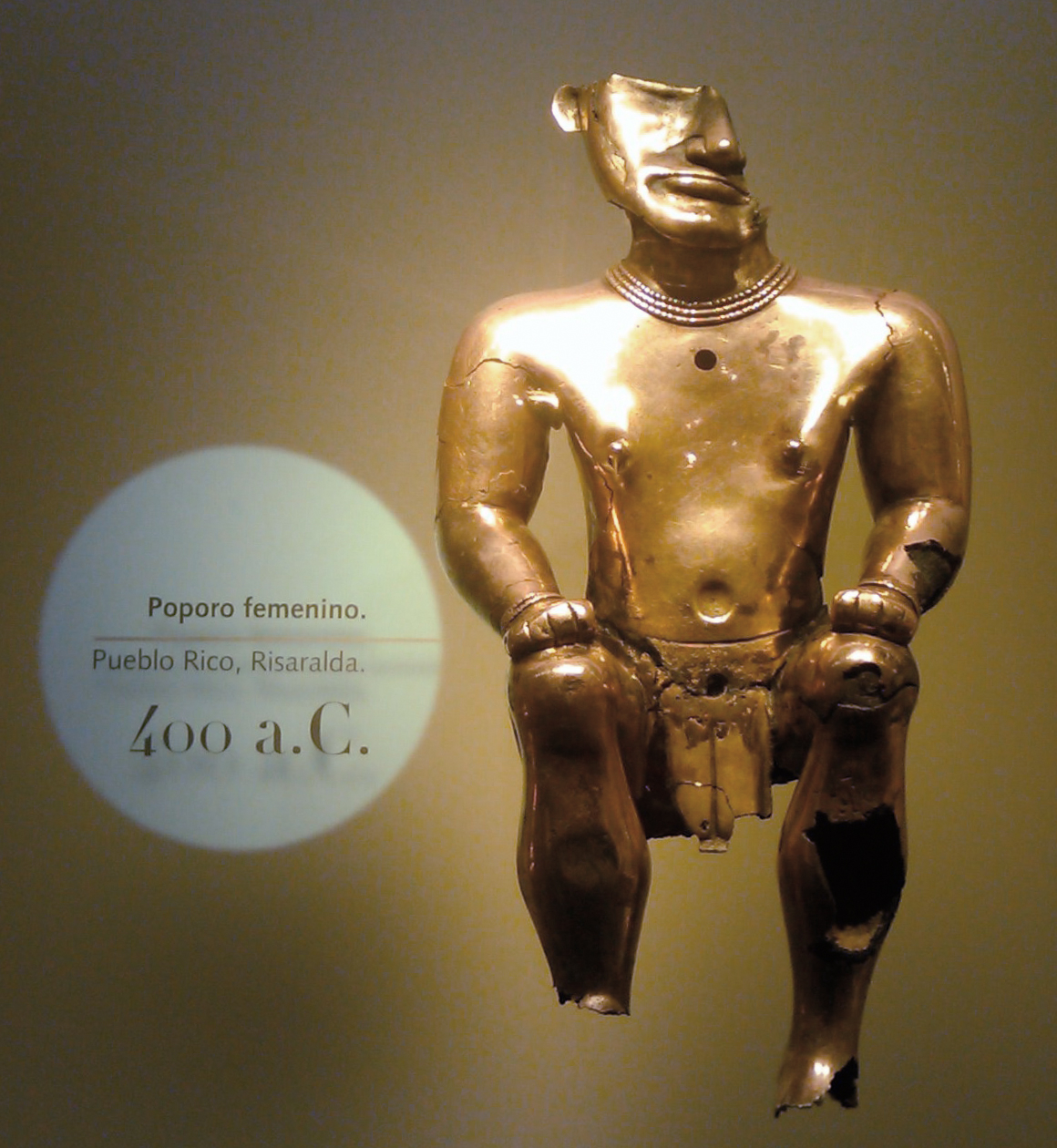
Poporo quimbaya femenino, Pueblo Rico, Risaralda.
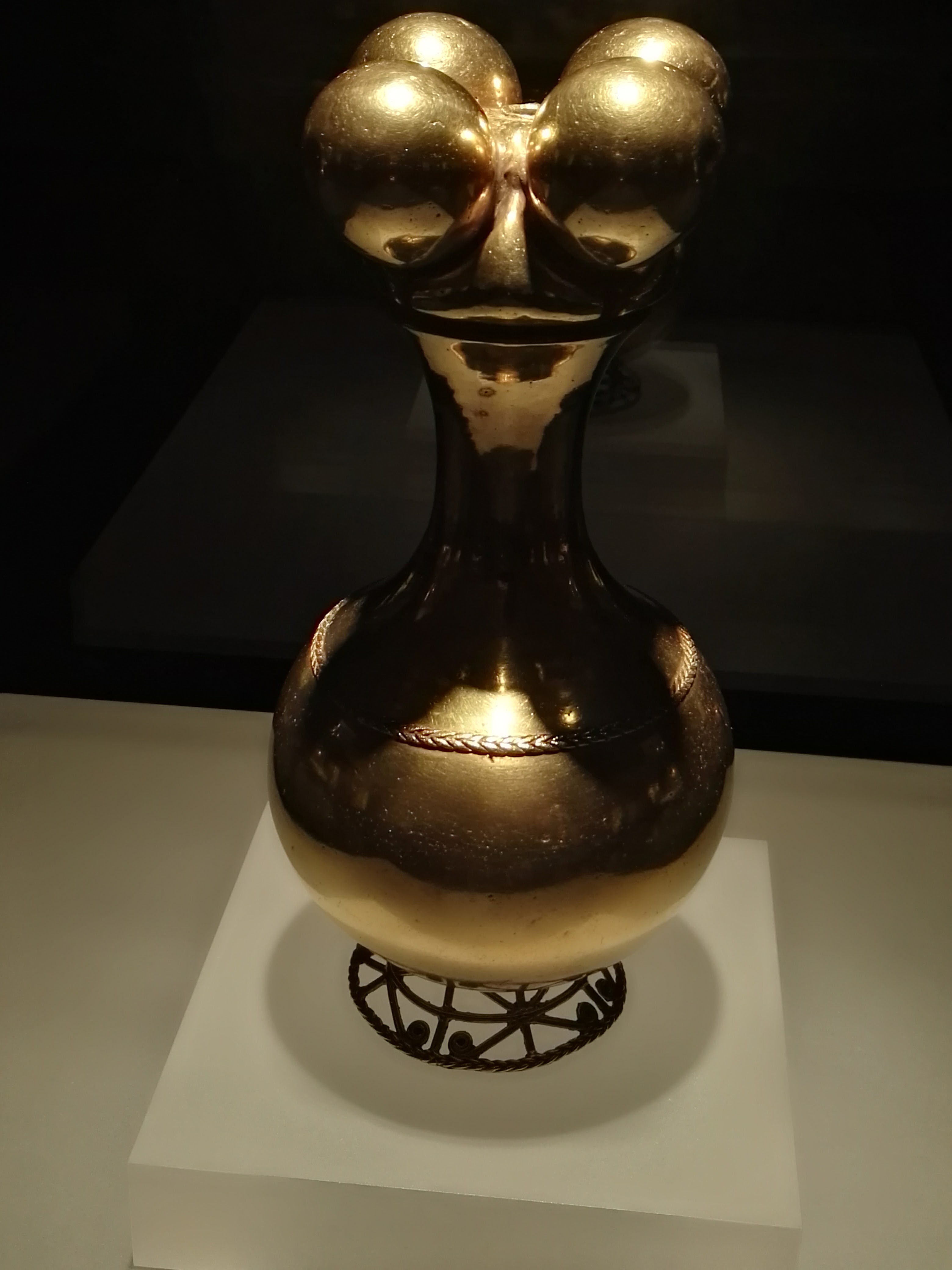
Poporo quimbaya.
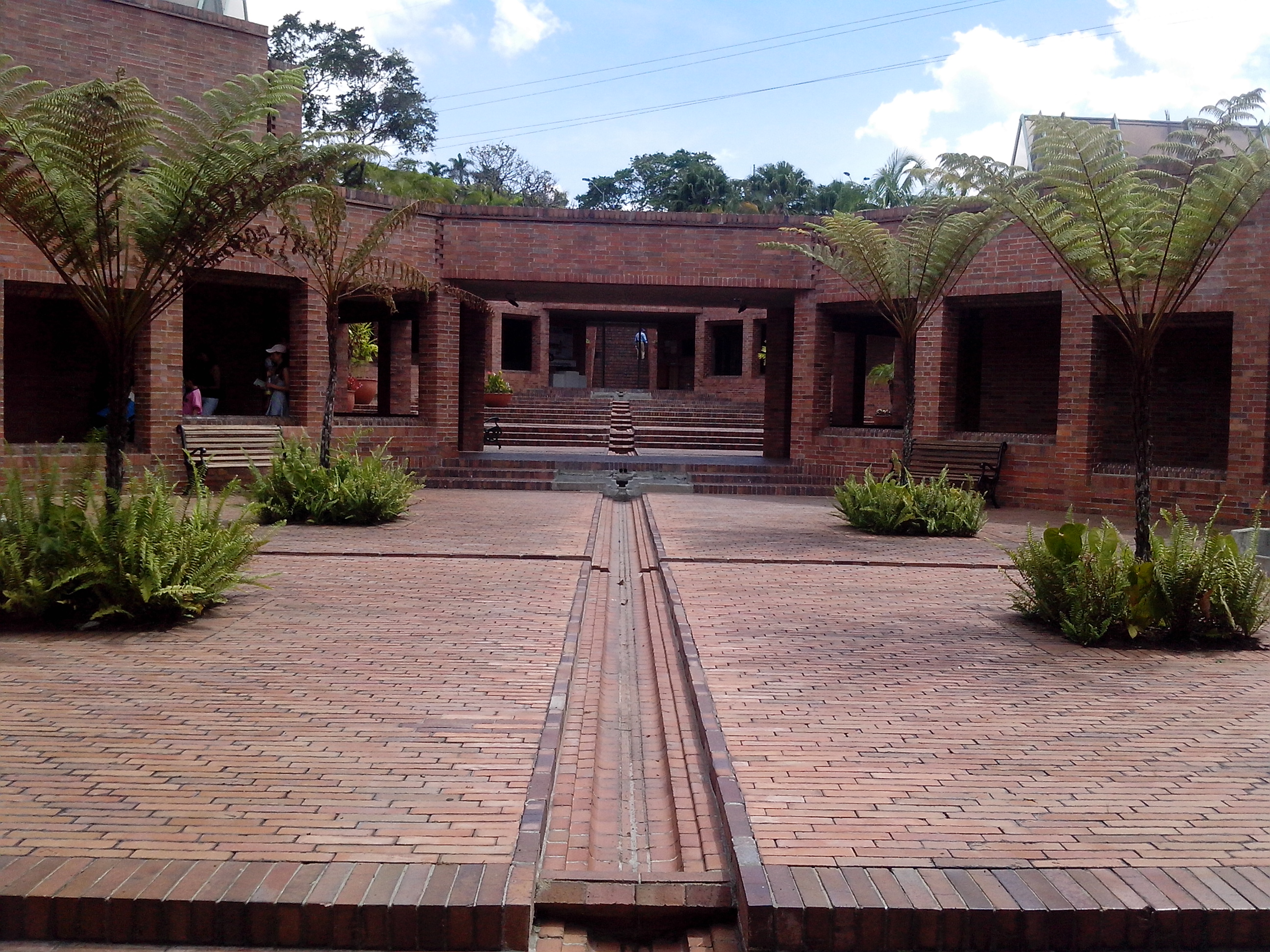
Patio exterior del museo.